# Černý telefon
Černý telefon (v anglickém originále The Black Phone) je americký nadpřirozený horor z roku 2021, který natočil režisér Scott Derrickson podle scénáře, jehož spoluautorem je jeho dlouholetý spolupracovník C. Robert Cargill. Ve filmu hrají Mason Thames, Ethan Hawke, Madeleine McGraw, Jeremy Davies a James Ransone.

## Příběh
Dospívající chlapec Finney (Mason Thames) je unesen sériovým vrahem dětí známým pod hovorovým názvem Chmaták (Ethan Hawke). Když se Finney v zajetí setká s mystickým černým telefonem, použije ho k naplánování útěku prostřednictvím komunikace s duchy Chmatákových zabitých obětí. 

## Obsazení
| Mason Thames     | Finney   |
| Madeleine McGraw | Gwen     |
| Ethan Hawke      | Chmaták  |
| Jeremy Davies    | Terrence |
| James Ransone    | Max      |

## Vývoj a produkce
Derrickson a Cargill film produkovali ve spolupráci s výkonným ředitelem Blumhouse Productions Jasonem Blumem. Na komerční distribuci filmu dohlížela společnost Universal Pictures a financování bylo zajištěno prostřednictvím koprodukčního paktu Universal a Blumhouse a daňových dotací od vlády státu Severní Karolína.
Nápad na film vznikl na základě Derricksonovy a Cargillovy adaptace stejnojmenné povídky Joea Hilla. Derrickson se snažil vytvořit další nápady, které by povídku doplnily, a přesunul svou pozornost k jiným filmovým počinům. Vývoj filmu se neposouval až do doby, kdy kvůli tvůrčím neshodám odstoupil od filmu Doctor Strange v mnohovesmíru šílenství (2022). Derrickson při rozvíjení příběhu snímku využil své zkušenosti z dětství na předměstí Denveru v Coloradu.
Hlavní natáčení začalo v únoru 2021 s rozpočtem 16 až 18 milionů dolarů a skončilo následující měsíc. Natáčení probíhalo v kulisách a na lokacích ve Wilmingtonu v Severní Karolíně. Hudbu k filmu složil Mark Korven.

## Vydání a ohlasy
Film měl premiéru 25. září 2021 na festivalu Fantastic Fest a v amerických kinech byl po několika odkladech uveden 24. června 2022. Stal se nečekaným komerčním hitem a celosvětově skončil s výdělkem 161,4 milionu dolarů.
Snímek získal vesměs pozitivní recenze od kritiků, kteří chválili herecké výkony, ale rozcházeli se v názoru na jeho pojetí. Pokračování s názvem Černý telefon 2 je naplánováno na 17. října 2025.